# 陈艺宗
陳藝宗（越南语：／?，1321年—1395年，在位：1370年-1372年），名陳暊（越南语：／），中國明代典籍作陳叔明。越南（大越國）陳朝第九位皇帝，第五位皇帝明宗之子，封恭定王（越南语：／）。1370年，朝臣廢黜楊日礼（陳朝第八位皇帝），擁立陳暊即位。1372年，讓位于其弟睿宗，成为太上皇。當時，越南政局困難重重，內有朝中重臣離心及叛乱，外受占婆入侵。為此，陳暊為帝時曾肅清叛亂者，其後亦採取相應措施，以適應時局。而他的外戚黎季犛（日後的胡朝皇帝）在此時逐渐掌握大权。陳暊支撐了大越國政局達四分之一世紀，綜觀這段時期裡，陳朝處於快速衰落的狀態。

## 早年生涯
陳暊是越南陳明宗的第三子，於陳明宗大慶八年（1321年）十二月出生。陳憲宗開祐十年（1338年），陳暊（號恭定王）出任驃騎上將軍領宣光鎮一職，時年十八歲。其後，陳暊在朝廷裡地位日漸攀升。陳裕宗紹豐十三年（1353年），陳暊獲任為右相國；陳裕宗大治十年（1367年），獲任為左相國加封大王。
陳暊在他歷事幾朝皇帝期間，其政績可以說是不過不失。黎澄這樣描述他的表現：「恭定忠信誠確，事君與親，謹慎毫髮，人無間言，接物不親不疏，臨政無咎無譽。明王棄世，居喪三年，淚不乾睫，服除，衣無綵色，食不重味，菴蘿果、海豚魚，是南方珍味，自此絕不到口。」雖然他在這些日子裡「無咎無譽」，而且又並非太子，並無繼任權，但後來他卻碰上難得的機遇。

## 恢復陳氏，即皇帝位

### 出逃避禍
大治十二年（1369年），陳裕宗駕崩，因無後嗣，便立楊日禮繼位。（據《大越史記全書‧本紀全書‧陳紀‧陳裕宗》所載，楊日禮名義上是陳明宗之孫，恭肅王陳元昱之子，但其實是優伶楊姜之子。楊日禮的母親懷孕時，陳元昱「悅其艷色納之，及生，以為己子」。）
楊日禮登位後，任命陳暊為太師。楊日禮的表現甚為不濟，《大越史記全書》說他「縱酒淫逸，日事宴遊，好為雜技之戱」，而且「欲復姓楊，宗室百官皆失望」。黎澄《南翁夢錄》亦提到他畢竟是「外人楊氏所生」，被陳氏一族所輕視，所以「潛謀盡去陳氏之有名目者」。大定二年（1370年）九月，太宰恭靖王陳元晫力抗而敗，最終遇害。十月，陳暊獲悉大難臨頭，出逃避難。

### 群臣擁立
在出逃期間，陳暊曾感到沮喪，「意欲自盡」，幸好「左右持之」，阻止了其自殺念頭。後來，陳氏宗室群臣相會，迎立陳暊為皇帝。陳暊最初尚有猶疑，但看見群臣「再三懇切上書，誓死無易」，便於當年（大定二年）的十一月率眾回都。十三日（西曆12月1日），廢楊日禮為昏德公。十五日（西曆12月3日），陳暊即皇帝位，改年號為紹慶，稱為義皇。
陳藝宗即位後，很快便肅清楊日禮的餘黨叛臣。如大臣陳日覈，因曾勸楊日禮殺害陳氏宗室，被判以「傾危社稷罪」而伏誅。

### 在位期間的舉措
陳藝宗陳暊在皇位僅兩年（1370年農曆十一月至1372年十一月），其後的二十餘年他以太上皇的身份掌權。在他任皇帝的短短兩年間，當中的施政及舉措如下：
- 恢復陳明宗時的舊制：陳藝宗在位時，但凡一應事務，都依照陳明宗開泰年間（1324年至1329年）舊例，他曾為此說：「先朝立國，自有法度，不遵宋制，蓋以南（此处指代越南）北（此处指代中国）各帝其國，不相襲也。大治間，白面書生用事，不達立法，微意乃擧祖宗舊法，恰向北俗上安排，若衣服樂章之類，不可枚擧，故初政一遵開泰年間例。」[11]
- 重用外戚黎季犛：黎季犛是陳朝晚年的著名外戚。他的兩位姑母，都被納入陳明宗後宮，一位是陳藝宗母親，另一是陳睿宗母親。陳藝宗對黎季犛十分寵信，並於紹慶二年（1371年）五月，委任黎季犛為樞密院大使。[13]

## 就任上皇

### 退位及擔任上皇
陳藝宗陳暊於紹慶三年十一月九日（1372年12月4日），禪位於太子陳曔（陳明宗第十一子，亦即陳藝宗之弟），是為陳睿宗。陳睿宗紹慶元年正月，上皇陳暊被尊稱為光華英哲太上皇帝。其後，當陳睿宗死，陳晛（即陳廢帝，陳睿宗長子）立，以及陳廢帝被黜，陳顒（即陳順宗，上皇陳暊幼子）立時，陳暊都曾參與決定繼嗣者的事宜，並且在每一朝中一直身居上皇之位，發揮影響力。

### 財政負擔的增重
據越南近代學者陳仲金所說，在陳暊統治的時期裡，由於戰事頻繁，以致財政日益困難，只好增加賦稅。在以往的太平時期裡，一般平民只按定額納稅，有田土者納錢，無者不納，而當兵者則世襲從軍。即使偶有戰事，也按人民的田畝、漁潭等資產情況繳交粟、錢及布匹，以供軍費。但到了陳暊統治時代，與占城間常有戰亂（詳見下），所以在昌符二年（1378年），開始行人頭稅，每丁每年出錢三貫。這反映了陳暊統治期間時務艱難的狀態。

### 誤信黎季犛
身居上皇之位的陳暊，對於外戚黎季犛一直十分倚重。在昌符四年（1380年）五月，黎季犛因擊退占人之功，得以「專領元戎，行海西都統制」。昌符十一年（1387年）三月，上皇命黎季犛同平章事，賜劍一把、旗一隻，還題字說「文武全才，君臣同德」，以表示上皇毫不懷疑黎季犛的才能與忠誠。
陳廢帝的被黜及被殺，亦與上皇寵信黎季犛有關。在昌符十二年（1388年）八月，陳廢帝感到黎季犛弄權的威脅，便對大臣說：「上皇寵愛外戚季犛，肆意任用，若不先為之慮，後必難制矣。」此言卻洩漏到黎季犛耳中，黎季犛與親信商量，知道上皇自身「正嫡眾多」，而陳廢帝只不過是上皇姪兒，因而向上皇說：「臣聞里諺曰：『未有賣子而養姪，惟見賣姪而養子』」，用這番話煸惑上皇。果然，上皇不分就裡，下詔稱「官家（指陳廢帝）踐位以來，童心益甚，秉德不常，親暱群小」，以致「扇搖社稷」，因而廢為靈德大王，改立自己的幼子陳顒為帝。而廢帝陳晛最終亦被黎季犛殺害，大臣被牽連而死及受罰者甚眾。
不過，在上皇的身邊，亦有人關注黎季犛權力過盛的問題，並提醒上皇小心。如司徒陳元旦曾作《十禽詩》說：「人言寄子與老鴉，不識老鴉憐愛不」，就是諷諭上皇把兒子陳順宗付托給黎季犛，不知是否萬無一失。雖然如此，但上皇仍沒有產生戒心。陳順宗光泰七年二月，上皇命畫工畫中國歷史裡的周公輔周成王、霍光輔漢昭帝、諸葛亮輔蜀後主，以及越南歷史裡的蘇憲誠輔李高宗的故事，名為《四輔圖》，以賜給黎季犛，希望他效法周公、霍光等人。四月，上皇召黎季犛入宮，向季犛從容地提到：「平章親族，國家事務，一以委之，今國勢衰弱，朕方老耄，即世之後，官家（指陳朝皇室）可輔則輔之，庸暗則自取之。」黎季犛連忙答以「臣不能盡忠戮力輔官家，傳之後裔，天其厭之」；「縱糜身碎骨，未能報答萬一，敢有異圖！」上皇至去世為止，也沒有作出對黎季犛不利的事情。

### 內亂
上皇陳暊掌權期間，國內名鎮變亂頻生。如在清化有阮清自稱「靈德王」，作亂於梁江，又有阮忌自稱「魯王」，作亂於農貢；最嚴重的一次是光泰二年（1389年）十二月時，僧人范師溫起事，一度攻陷國都昇龍，當時適值占城進攻大越國，幸好將領黃奉世平定范師溫的亂事，化險為夷。

## 對外關係

### 對中國明朝的關係
雖然陳藝宗於1370年即位，但據中國史籍《明實錄》所載，明洪武四年（1371年）時，安南國仍以「國王陳日熞」（前朝國君楊日禮）的名義向明入貢。到明洪武五年二月丙戌（1372年2月12日），才用陳叔明之名，派員到明。但明廷禮部主管者認為「前王乃陳日熞，今表曰叔明，必有以也」，懷疑其國君的合法地位。明太祖更說：「島夷何狡如是！」於是被「卻其貢不受」。到次年，即明洪武六年春正月（1373年），明廷才讓陳叔明（陳暊）「以前王印視事」。
由於明廷認為陳叔明（陳暊）政權來歷不明，所以至死後仍不得明人的吊慰。《明實錄》載，洪武二十九年二月壬寅（1396年3月23日），安南遣使「以其前王陳叔明卒，遣其臣來告哀。」明太祖認為「安南自陳叔明逼逐其陳日熞，使不得其死，因篡位，廢置相，仍未來告。叔明懷奸挾詐，殘滅其王，以圖富貴，不義如此，庸可與乎？今叔明之死若遣使吊慰，是撫亂臣而與賊子也。異日四夷聞之，豈不效尤，狂謀踵發，亦非中懷憮外夷之道也。爾禮部咨其國知之。」簡言之，陳暊的對明關係，處於甚為尷尬的狀態。

### 對占城國的關係
陳暊任皇帝和上皇的時期，正值是占城雄主制蓬峩（又稱阿答阿者）在位，越占兩國勢成水火，兵釁時起，國都昇龍更數度被占軍攻陷。
- 陳藝宗皇帝紹慶二年（1371年）閏三月，占城入寇國都。事緣楊日禮被廢黜時，其母出逃占城，誘使入寇，以替楊日禮雪恨。占軍從大安海門直攻國都，藝宗逃到東岸江（在古法亭的榜村）躲避。該月二十七日（西曆5月12日）[31]，占軍攻陷國都，焚毁宮殿，虜掠女子玉帛而回。《大越史記全書》的作者說這是國防鬆懈所致，並謂戰亂將接踵有來，「時承平日久，邊城無備，寇至無兵可禦，賊燒焚宮室，圖籍為之掃空，國家自此多事矣。」[13][32]
- 陳睿宗皇帝於隆慶五年（該年亦即陳廢帝昌符元年，1377年）親征占城時戰死，占城更再次進犯越都昇龍。前一年（隆慶四年，1376年）五月，占城入寇大越邊地，陳睿宗遂決定親征。結果在隆慶五年正月，陳睿宗在占城境內被制蓬峩的軍隊擊斃。上皇陳暊便於五月十三日（6月19日）[33]，立陳晛為帝，是為陳廢帝。該年六月，占城再入寇大越，上皇聞悉後，便派將到大安海口佈防，占軍知上皇已有戒備，改由神符海口（在今越南寧平省）擄掠昇龍，數天後才離去。[34][35]
- 昌符二年（1378年）五月，占城出兵入寇乂安府，並於六月入大黃江，擊敗越軍，又一次進犯京師，擄掠而還。[36][37]
- 昌符四年（1380年），二、三月間，占軍入寇大越國的乂安、清化等地。上皇派黎季犛、杜子平等率軍，在虞江（在今越南清化省）迎戰占軍。五月，黎季犛在虞江得勝，占王制蓬峩戰敗遁歸。[19][37]
- 昌符六年（1382年）二月，占城入寇清化，前進至神投津（在今越南寧平省）時，被越將阮多方擊敗。阮多方乘勝追擊，至三月，追到乂安城而還。[38][37]
- 昌符七年（1383年），在大越上皇陳暊及占王制蓬峩的領導下，雙方互有攻守。該年正月，上皇命黎季犛率舟師攻占城，但行軍至吏部娘灣（在今越南河靜省奇英縣）時，戰船遭風濤折壞而回。六月，占王制蓬峩領軍到廣威鎮，向越都昇龍進逼。上皇派軍抵禦，不利，便命阮多方留守國都，自己卻離京逃到東岸江（在古法亭的榜村）。當時有士人阮夢華「衣冠下水，牽挽御舟，請留討賊」，上皇卻畏懼不從。此舉被後黎朝史官吳士連猛烈抨擊：「藝皇無勇，賊未至而先避，其如國人何？」到該年十二月，占軍才撤退。[39][37]
- 光泰二年（1389年）及光泰三年（1390年）間的戰事最為激烈，占王制蓬峩最終戰死。光泰二年十月，占軍入寇清化等地，黎季犛等將率兵抵抗，但都不敵而退。十一月，上皇命將陳渴真領兵抵禦。此時，上皇感到絕望，看見陳渴真「慷慨涕泣拜辞」，自己「亦泣，下目送之」。與此同時，十二月，大越國內又有僧人范師溫的作亂，並曾一度攻陷國都升龍，上皇與陳順宗皇帝棄京出逃，瞬即遣將軍黃奉世討平。到光泰三年正月二十三日（西曆2月8日）[40]，陳渴真部隊於海潮江（在今越南太平省與興安省境內）遇上占軍，用火銃擊斃制蓬莪，越軍將其首級割下。捷報傳來時，正在熟睡的上皇還虛怯得以為是占軍攻到，但當看到制蓬峩的首級後大喜，說：「我與蓬莪相持久矣，今日始得相見，何異漢高祖見項羽首！天下定矣。」占城將領羅皚則帶著制蓬峩的屍身與餘眾落荒而回。[41][42]
- 陳暊與占城之間的連年大戰，雖然最終獲勝，但亦使陳朝元氣大傷，秩序大亂，國內投向占城的民眾甚多。《大越史記全書》載，「是時，乂安人懷貳，新平、順化多叛從占，故土哩之人四散遊擊，莫之能禦，朝廷雖以黎可鑄為兩路安撫使，但在京遙鎮，未嘗到郡」，就只有少數的地方土豪願意歸降陳氏朝廷，可見當時管治上的困難。[43]經過連年混戰後的亂局後，朝廷上亦出現厭棄戰爭，要求和平的聲音。司徒陳元旦便向上皇忠告：「願陛下敬明國如父，愛占城如子，則國家無事，臣雖死且不朽。」[23]

## 去世及身後的越南政局
上皇陳暊於光泰七年十二月十五日（即1395年1月6日）去世，葬於安生原陵，廟號藝宗，謚曰光堯英哲皇帝。
上皇陳暊去世後，外戚黎季犛成為新任君主陳順宗的輔政太師，把持朝政。至此，黎季犛準備篡奪皇位，陳朝步上滅亡之路。

## 文才
陳藝宗陳暊在年幼時，已具有文才。據黎澄《南翁夢錄》所載，他八九歲時，有一回與父親陳明宗一起，陳明宗命他以竹奴為主題作詩，藝宗隨即占口說：「有偉此君，中空外功，削汝為奴，恐傷天性。」父親也感詫異。《大越史記全書》亦載他十一歲時，有一回在宮中遇大風雨，便賦詩說：「安得壯士力蓋世，可禦大屋之頹風」，得到陳明宗（時為上皇）的賞識，賞金十兩。他的詩文作品，部份收錄在《南翁夢錄》和《大越史記全書》等越南歷史古籍中。另外，據《欽定越史通鑑綱目》所載，他的著作有《葆和殿餘筆》八卷及《詩集》一卷。

## 家庭

### 「宗族遠近，咸被恩憐」
因當時亂事頻生，陳藝宗對於陳氏親族給與照料，撫恤生活遇上困難的人。黎澄《南翁夢錄‧藝王始末》中記載，藝宗「即位之後，盡取兄弟姊妹子女孫侄之孤幼者，鞠飬宮中，視同巳出，宗族遠近，咸被恩憐。有遭亂後，貧窶不能婚嫁者，婚嫁之；未葬者，葬之。末派支流，莫不收錄，翕然戚里，盎若春和。」透過這些措施，務求使陳氏宗室的生活條件得到改善。

### 陳氏宗室的厄運
陳氏一族亦受陳藝宗的昏庸所累，就是他寵信黎季犛，使不少宗室子孫遭到殺害。其結果是造就了黎季犛的篡位。

### 親屬
- 父：陳明宗，陳藝宗是他的第三子。[49]
- 母：黎氏[49]，陳藝宗紹慶二年（1371年）正月，追尊為明慈皇太妃。[50]
- 兄弟：
  - 兄：陳憲宗陳旺，陳明宗皇太子。[51]
  - 兄：陳元晫，陳明宗次子。[51]
  - 弟：恭肅王陳元昱。[52]
  - 弟：陳裕宗陳暭，陳明宗第十子。[53]
  - 弟：陳睿宗陳曔，陳明宗第十一子。[54]
- 配偶：
  - 正配：惠懿夫人，陳藝宗紹慶元年（1370年）十一月，追冊為淑德皇后。[11]
- 子
  - 五桥大王陳頊。[54]
  - 簡定帝陳頠，陳藝宗次子。[55]
  - 莊定王陳𩖃，重光帝之父，1392年被杀。[56]
  - 陳順宗陳顒，陳藝宗季子。[57]
- 女
  - 天徽公主陳氏實美，初嫁陳廢帝，封光鸞皇后，後再嫁陳元淵、陳沆
  - 莊徽公主陳氏，嫁陳元胤
  - 宣徽公主陳氏，嫁陳頊
  - 紹寧公主陳氏[58][59]
  - 陳氏，嫁楊日禮

## 評價
- 越南後黎朝時期的史官，認為陳藝宗雖曾為陳朝化解危機，但性格優柔寡斷，終究未能防止外戚篡位之禍。《大越史記全書》的編著者評道：「帝削平內難，光復洪圖，規恢功烈，炳彪宇宙，然恭儉有餘，而明斷不足，外寇侵犯京畿，內姦覬覦神器，社稷消剝，以至於亡。」[49]吳士連更直接地抨擊他用人失當，「乃委政外戚，使陳氏社稷馴致危亡，所謂前有讒而不見，後有賊而不知者也。」[24]
- 出身自陳末時期外戚一族的黎澄，則形容陳藝王能齊家治國，是「賢君」典範，「翕然戚里，盎若春和。國人化之，俗漸淳厚。此土之君，斯其賢者歟！」[46]
- 近代學者陳仲金對陳藝宗評價亦甚低，說他「是一位平庸的君主，胸無大志，智力低下，致受奸臣蒙騙，盡殺同族子孫，遠棄忠臣義士；而一味寵愛和任用季犛一人，使其掌權得勢，達到推翻陳氏社稷的境地。」[45]

## 外部連結
- （中文）臺灣中央研究院數位文化中心兩千年中西曆轉換
- （越南文）（中文）.   [2008-10-23]. （原始内容存档于2016-03-05）.
- （越南文）（中文）. （原始内容存档于2016-03-05）.
- （越南文）（中文）. （原始内容存档于2016-03-04）.
- （越南文）（中文）. （原始内容存档于2009-05-03）.
- （中文）.   [2008-10-23]. （原始内容存档于2008-12-08）.
- （越南文） (PDF). （原始内容 (PDF)存档于2012-07-04）.

| 陳藝宗                           |                             |                                  |
| 前任： 楊日禮                    | 越南陳朝君主 1370年－1372年 | 繼任： 陳睿宗                    |
| 前任： 楊日禮                    | 大越帝國皇帝 1370年－1372年 | 繼任： 陳睿宗                    |
| 空缺上一位持有相同頭銜者：陳明宗 | 越南太上皇 1372年－1394年   | 空缺下一位持有相同頭銜者：陳順宗 |